# Дубровицкий льнозавод
Дубровицкий льнозавод — промышленное предприятие в городе Дубровица Ровненской области Украины.

## История
Предпосылки к созданию завода возникли после строительства в Дубровице городской электростанции (обеспечившей возможность электроснабжения для новых промышленных предприятий в райцентре). В соответствии с восьмым пятилетним планом развития народного хозяйства СССР (1966 - 1970) льнозавод был построен и в 1967 году первая очередь предприятия была введена в эксплуатацию.
Завод осуществлял первичную обработку льна и производство льноволокна для предприятий текстильной промышленности. Кроме того, рабочие завода принимали активное участие в общественной деятельности, озеленении и благоустройстве города. При их участии был создан городской парк. В 1971 году за участие в социалистическом соревновании работник льнозавода В. С. Олещук был награждён орденом Трудового Красного Знамени.
В целом, в советское время завод входил в число крупнейших предприятий города.
После провозглашения независимости Украины предприятие перешло в ведение министерства сельского хозяйства и продовольствия Украины.
В мае 1995 года Кабинет министров Украины утвердил решение о приватизации льнозавода, в дальнейшем государственное предприятие было преобразовано в открытое акционерное общество.